# Björatjärnen
Björatjärnen är en sjö i Ovanåkers kommun i Hälsingland och ingår i Ljusnans huvudavrinningsområde. Sjön har en area på 0,0532 kvadratkilometer och ligger 260,1 meter över havet.

## Delavrinningsområde

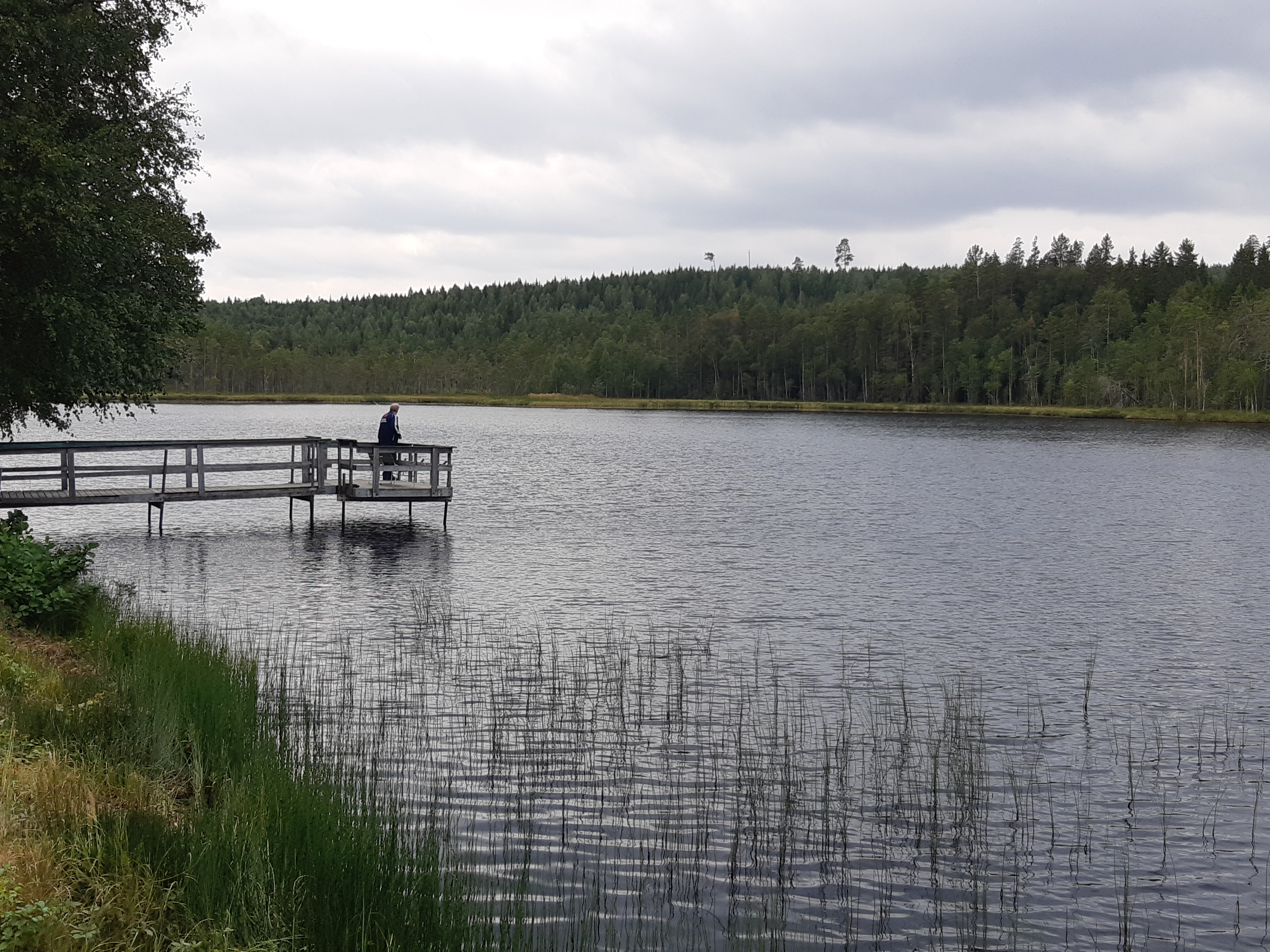
Brygga i Björatjärnen

Björatjärnen ingår i det delavrinningsområde (681134-149604) som SMHI kallar för Inloppet i Ullungen. Medelhöjden är 230 meter över havet och ytan är 24,33 kvadratkilometer. Räknas de 11 avrinningsområdena uppströms in blir den ackumulerade arean 128,49 kvadratkilometer. Ullångsån (Kyaån) som avvattnar avrinningsområdet har biflödesordning 3, vilket innebär att vattnet flödar genom totalt 3 vattendrag innan det når havet efter 93 kilometer. Avrinningsområdet består mestadels av skog (69 procent) och jordbruk (11 procent). Avrinningsområdet har 1,07 kvadratkilometer vattenytor vilket ger det en sjöprocent på 4,4 procent.